# Леттерстон
Ле́ттерстон (англ. Letterston) ― приходская и местная правительственная община в северном Пембрукшире, Уэльс. Расположенный на шоссе А40, Хаверфордуэст находится в 10 милях (16 км) к югу, а Фишгард ― в 7 милях (11 км) к северу.
Название общины происходит от средневековых владельцев прихода, семьи Леттард.

## История
Двенадцать человек из прихода погибли в Первую мировую войну и еще шесть ― во вторую. Их имена увековечены на Военном мемориале в приходской церкви Святого Джайлса.

## Правительство
Существует избирательный округ с таким же названием. Общая численность населения прихода, согласно переписи 2011 года, составила 2352 человека.

## Демография
По данным переписи 2011 года, население Леттерстона составляло 1245 человек, это на 24,75 % больше, чем 998 человек, отмеченных в 2001 году.
Перепись 2011 года показала, что 42,1 % населения могут говорить по-валлийски, что намного меньше, чем 47,2 % в 2001 году.